# Jørgen Graabak
Jørgen Nyland Graabak, född 26 april 1991 i Trondheim,  är en norsk utövare av nordisk kombination. Han representerar Byåsen Idrettslag och Granåsen Skiteam.
Graabak startade i världscupen första gången 8 januari 2011 i Schonach im Schwarzwald. Han kom på prispallen i en världscuptävling första gången 18 december 2011 i Seefeld in Tirol där han blev trea. 
Under Skid-VM 2013 i Val di Fiemme vann Graabak en silvermedalj i lagtävlingen normalbacke/4 x 5 km tillsammans med Magnus Moan, Håvard Klemetsen och Magnus Krog.
18 februari 2014 blev Jørgen Graabak olympisk mästare i stor backe/10 km under OS i Sotji. Två dagar senare gick Graabak sista sträckan under lagtävlingen (stor backe/4 x 5 km) på det norska laget som tog guld. Han gick tillsammans med Magnus Moan, Håvard Klemetsen och Magnus Krog.